# 大砲萬右衛門

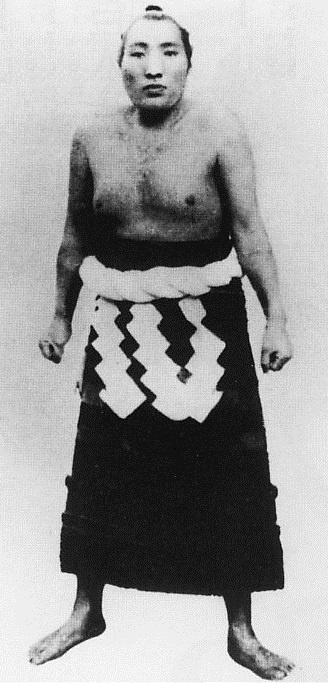

大砲萬右衛門（日语：／ Ōzutsu Manemon，1869年12月30日—1918年5月27日），本名角張萬次，日本宮城縣白石市出身的大相撲力士，第18代横綱。身高1.94米，重134公斤。所屬的相撲部屋是尾車部屋。

## 來歷
他是當地一個農民家庭的次子，與當時其他力士相比他身高最高。在1887年初次比賽，他雖然一開始不是很強，但只經過三次比賽後就成為幕內遺手被提升為關脇。他於1899年5月晉升為大關。
在晉升為大閞後他沒輸過任何一個回合，在1901年4月被吉田司家授予横綱證書。1902年5月，他贏得了比賽沒有失敗。 然而，他的力量在參加日俄戰爭後迅速下降。由於戰爭，他缺席三場比賽。然而，前横綱梅乃谷藤太郎與他說横綱不能被打敗，所以他職業生涯後期的許多記錄被劃。在1907年5月的比賽中，他抽出了有他的九個回合。他在下一場比賽中退休。
在幕內，他贏了98次，輸了29次，勝利率77.2%